# 山上天主聖三堂

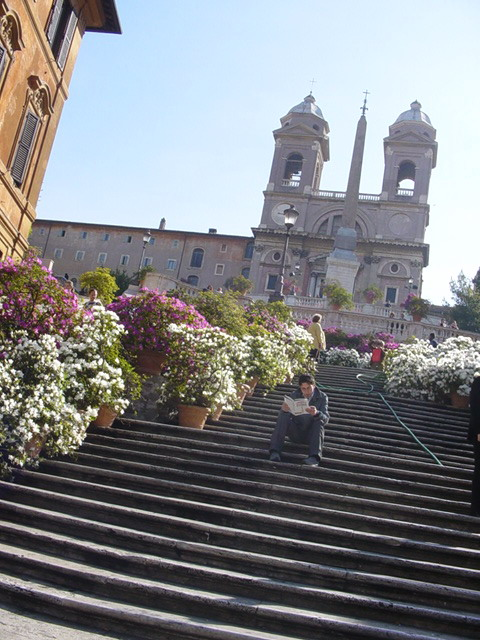
从西班牙阶梯看教堂正立面

山上天主圣三堂（義大利語：Trinità dei Monti）是意大利罗马的一座著名聖堂，带有双塔，以堂前通向西班牙广场的西班牙阶梯著称。也作為司鐸級樞機領銜聖堂。 

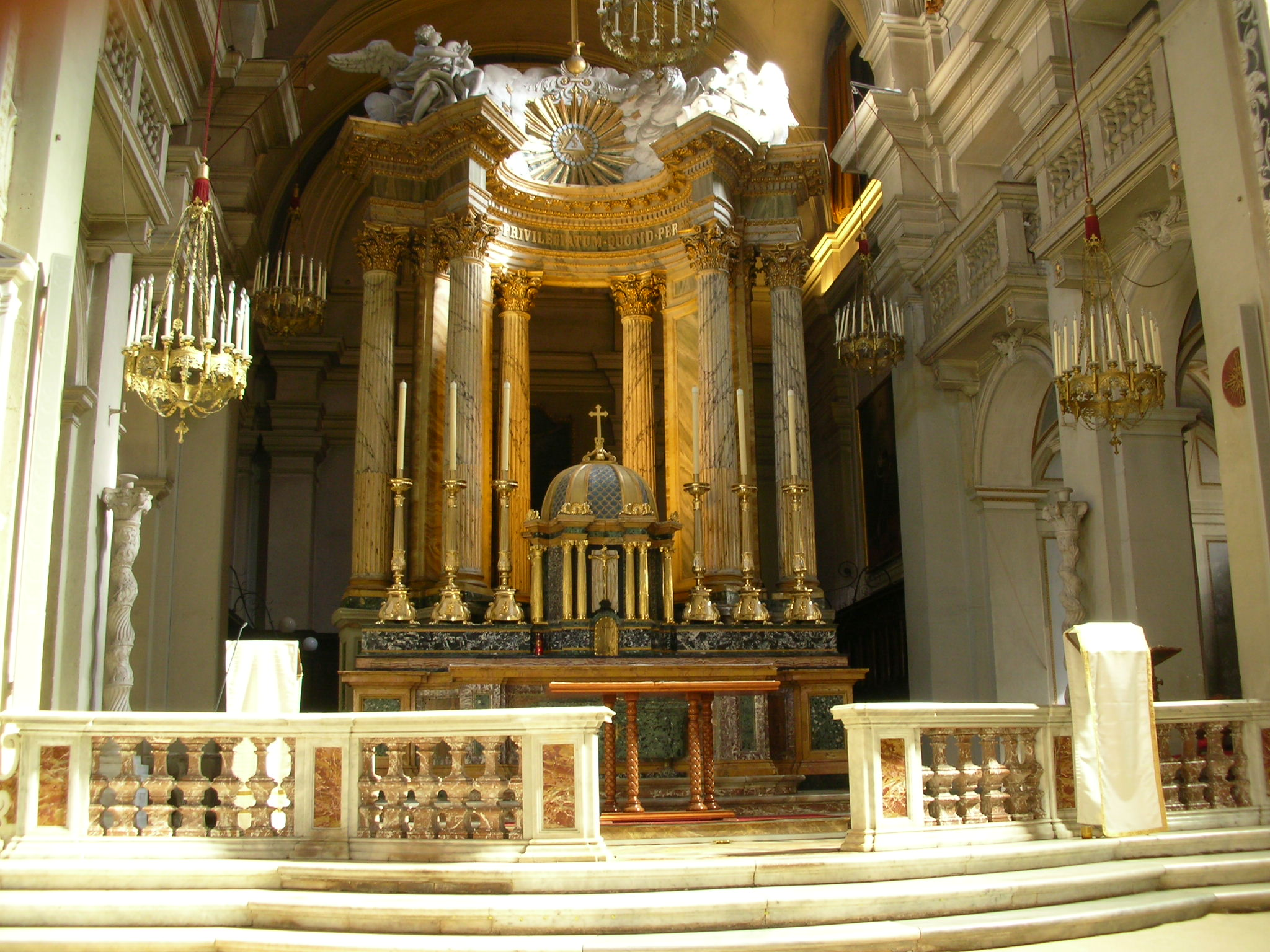
内部

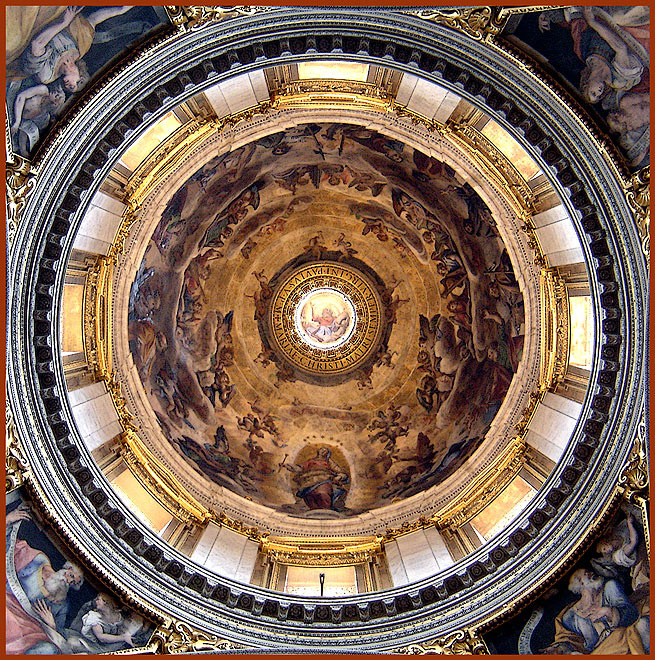
穹顶的壁画